# Tour de France 2025/3. Etappe
Die 3. Etappe der Tour de France 2025 fand am 7. Juli 2025 statt und bildete den Abschluss des Grand Départ der im Rahmen der 112. Austragung im Departement Nord stattfand. Die Strecke führte das französische Etappenrennen von Valenciennes über 178,3 flache Kilometer nach Dunkerque. Nach der Zielankunft hatten die Fahrer insgesamt 572,3 Kilometer absolviert, was 17,14 % der Gesamtdistanz entsprach.
Den Etappensieg sicherte sich Tim Merlier (Soudal Quick-Step) im Massensprint vor Jonathan Milan (Lidl-Trek) und Phil Bauhaus (Bahrain Victorious). Mathieu van der Poel (Alpecin-Deceuninck) verteidigte das Gelbe Trikot.

## Streckenführung
Der neutralisierte Start erfolgte in Valenciennes, ehe das Rennen auf der D375 in der Gemeinde Bruay-sur-l’Escaut freigegeben wurde.
Nach dem offiziellen Start führte die Strecke vorbei am Wald von Arenberg über Raismes nach Saint-Amand-les-Eaux, ehe es weiter nach Orchies, Pont-à-Marcq, Mons-en-Pévèle und Seclin ging. Im Süden von Lille ging es im Anschluss nach Béthune, bevor kurz nach Lillers in Isbergues der Zwischensprint bei Kilometer 118,2 erfolgte. Wenig später drehte die Fahrtrichtung bei Aire-sur-la-Lys gen Norden und es ging nach Cassel, wo wie auf der 1. Etappe die Bergwertung des Mont Cassel (144 m) abgenommen wurde. Diesmal erfolgte die Anfahrt jedoch über die Route d’Oxelaëre, ehe die letzten gepflasterten Kilometer auf der D933 verliefen. Auf der Kuppe wurde eine Bergwertung der 4. Kategorie abgenommen, bevor die letzten 30,9 Kilometer flach zum Ziel führten. Die Anfahrt auf Dunkerque erfolgte dabei auf der D916 über Wormhout und Bergues.
Im Finale folgten die Fahrer dem Canal de Bergues auf der D916, ehe sie diesen beim Stade du Fort Louis querten. Dabei erfolgte die letzte Rechtskurve rund 1500 Meter vor dem Ziel, ehe sich die Straße auf dem Boulevard Victor Hugo leicht nach links dreht. Nach einer weiteren Kanalquerung, befand sich das Ziel auf der Rue de la Cunette gegenüber vom Stade Marcel-Tribut.
|                            | Ort                       | Kilometer | Länge (km) | Höhe (m) | Ø Steigung | max. Steigung |
| -------------------------- | ------------------------- | --------- | ---------- | -------- | ---------- | ------------- |
| neutralisierter Start      | Valenciennes              |           |            |          |            |               |
| offizieller Start          | Bruay-sur-l’Escaut (D375) | 0         |            |          |            |               |
| Zwischensprint             | Isbergues                 | 118,2     |            |          |            |               |
| Bergwertung (4. Kategorie) | Mont Cassel               | 147,4     | 2,3        | 144      | 3,8 %      | unbekannt     |
| Ziel                       | Dunkerque                 | 178,3     |            |          |            |               |

## Rennverlauf & Ergebnis
Anders als bei den vorangegangenen Etappen bildete sich keine Ausreißergruppe und das Feld absolvierte die ersten Kilometer geschlossen. Beim Zwischensprint in Isbergues kam Jasper Philipsen (Alpecin-Deceuninck) zu Fall, als er mit dem Franzosen Bryan Coquard (Cofidis) kollidierte, der selbst zuvor nur knapp einen Sturz verhindern hatte können. Jasper Philipsen zog sich dabei einen Schlüsselbeinbruch zu und musste die Rundfahrt im Grünen Trikot des Führenden in der Punktewertung aufgeben. Den Zwischensprint gewann Jonathan Milan (Lidl-Trek) vor Paul Penhoët (Groupama-FDJ), Kaden Groves (Alpecin-Deceuninck), Anthony Turgis (TotalEnergies), Hugo Page (Intermarché-Wanty), Simone Consonni (Lidl-Trek), Biniam Girmay (Intermarché-Wanty), Søren Wærenskjold (Uno-X Mobility), Laurenz Rex (Intermarché-Wanty) und Tim Wellens (UAE Team Emirates-XRG), ehe sich Kévin Vauquelin, Amaury Capiot, Raúl García Pierna, Arnaud Démare (alle Arkéa-B&B Hotels) und Jasper Stuyven (Lidl-Trek) die verbliebenen Punkte sicherten. Im Anschluss beruhigte sich die Rennsituation erneut und Tim Wellens setzte sich kurzzeitig vom Peloton ab, um sich die Bergwertung auf dem Mont Cassel (144 m) zu sichern.
Im Finale kam es zu weiteren Stürzen, wobei auch Remco Evenepoel (Soudal Quick-Step) zu Fall kam. Der Belgier konnte das Rennen jedoch ohne Probleme fortsetzen und verlor aufgrund der 5-Kilometer-Regel keine Zeit im Gesamtklassement. Weiters waren auch die beiden Red Bull-Bora-hansgrohe-Fahrer Jordi Meeus und Laurence Pithie in den Sturz involviert. Wenige Meter vor dem Ziel kam es zu einem weiteren Sturz, während sich Tim Merlier (Soudal Quick-Step) im Sprint knapp vor Jonathan Milan und Phil Bauhaus (Bahrain Victorious) durchsetzte.

Im Gesamtklassement brachte die 3. Etappe keinen nennenswerten Veränderungen. Mathieu van der Poel (Alpecin-Deceuninck) liegt weiterhin vier Sekunden vor Tadej Pogačar (UAE Team Emirates-XRG) und sechs Sekunden vor Jonas Vingegaard (Visma-Lease a Bike). Kévin Vauquelin verteidigte als Gesamtvierter das Weiße Trikot des besten Nachwuchsfahrers. Nach dem Ausscheiden von Jasper Philipsen übernahm Jonathan Milan die Führung in der Punktewertung. Sein Vorsprung gegenüber dem zweitplatzierten Biniam Girmay beträgt dabei nur vier Punkte. Tim Wellens übernahm unterdessen das Bergtrikot von Tadej Pogačar. Das Team Groupama-FDJ verblieb an der Spitze der Mannschaftswertung, während kein Preis für den kämpferischsten Fahrer vergeben wurde. Mit Ausnahme von Jasper Philipsen erreichten alle Starter das Ziel, womit noch 181 Fahrer im Rennen verblieben.
| \| Etappenergebnis \| Etappenergebnis \| Etappenergebnis \| Etappenergebnis \| Etappenergebnis \| \| Fahrer \| Fahrer \| Land \| Team \| Zeit \| \| --------------- \| ----------------- \| --------------- \| ---------------------- \| --------------- \| \| 1. \| Tim Merlier \| Belgien \| Soudal Quick-Step \| 4 h 16 min 55 s \| \| 2. \| Jonathan Milan \| Italien \| Lidl-Trek \| + 0 s \| \| 3. \| Phil Bauhaus \| Deutschland \| Bahrain Victorious \| + 0 s \| \| 4. \| Søren Wærenskjold \| Norwegen \| Uno-X Mobility \| + 0 s \| \| 5. \| Pavel Bittner \| Tschechien \| Team Picnic-PostNL \| + 0 s \| \| 6. \| Biniam Girmay \| Eritrea \| Intermarché-Wanty \| + 0 s \| \| 7. \| Kaden Groves \| Australien \| Alpecin-Deceuninck \| + 0 s \| \| 8. \| Pascal Ackermann \| Deutschland \| Israel-Premier Tech \| + 0 s \| \| 9. \| Amaury Capiot \| Belgien \| Arkéa-B&B Hotels \| + 0 s \| \| 10. \| Alberto Dainese \| Italien \| Tudor Pro Cycling Team \| + 0 s \| |                   |             |                        |                 |
| |                   |             |                        |                 |
| Quellen: ProCyclingStats Cycling Quotient |                   |             |                        |                 |
| Etappenergebnis |                   |             |                        |                 |
| Fahrer | Fahrer            | Land        | Team                   | Zeit            |
| 1. | Tim Merlier       | Belgien     | Soudal Quick-Step      | 4 h 16 min 55 s |
| 2. | Jonathan Milan    | Italien     | Lidl-Trek              | + 0 s           |
| 3. | Phil Bauhaus      | Deutschland | Bahrain Victorious     | + 0 s           |
| 4. | Søren Wærenskjold | Norwegen    | Uno-X Mobility         | + 0 s           |
| 5. | Pavel Bittner     | Tschechien  | Team Picnic-PostNL     | + 0 s           |
| 6. | Biniam Girmay     | Eritrea     | Intermarché-Wanty      | + 0 s           |
| 7. | Kaden Groves      | Australien  | Alpecin-Deceuninck     | + 0 s           |
| 8. | Pascal Ackermann  | Deutschland | Israel-Premier Tech    | + 0 s           |
| 9. | Amaury Capiot     | Belgien     | Arkéa-B&B Hotels       | + 0 s           |
| 10. | Alberto Dainese   | Italien     | Tudor Pro Cycling Team | + 0 s           |

## Gesamtstände
| \| Gesamtwertung \| Gesamtwertung \| Gesamtwertung \| Gesamtwertung \| Gesamtwertung \| \| Fahrer \| Fahrer \| Land \| Team \| Zeit \| \| ------------- \| -------------------------- \| ---------------------- \| -------------------------- \| ---------------- \| \| 1. \| Mathieu van der Poel \| Niederlande \| Alpecin-Deceuninck \| 12 h 55 min 37 s \| \| 2. \| Tadej Pogačar \| Slowenien \| UAE Team Emirates XRG \| + 4 s \| \| 3. \| Jonas Vingegaard \| Dänemark \| Team Visma \\| Lease a Bike \| + 6 s \| \| 4. \| Kévin Vauquelin \| Frankreich \| Arkéa-B&B Hotels \| + 10 s \| \| 5. \| Matteo Jorgenson \| Vereinigte Staaten \| Team Visma \\| Lease a Bike \| + 10 s \| \| 6. \| Enric Mas \| Spanien \| Movistar Team \| + 10 s \| \| 7. \| Joseph Blackmore \| Vereinigtes Königreich \| Israel-Premier Tech \| + 41 s \| \| 8. \| Tobias Halland Johannessen \| Norwegen \| Uno-X Mobility \| + 41 s \| \| 9. \| Ben O’Connor \| Australien \| Team Jayco AlUla \| + 41 s \| \| 10. \| Emanuel Buchmann \| Deutschland \| Cofidis \| + 49 s \| |                            |                        |                            |                  |
| |                            |                        |                            |                  |
| Quellen: ProCyclingStats Cycling Quotient |                            |                        |                            |                  |
| Gesamtwertung |                            |                        |                            |                  |
| Fahrer | Fahrer                     | Land                   | Team                       | Zeit             |
| 1. | Mathieu van der Poel       | Niederlande            | Alpecin-Deceuninck         | 12 h 55 min 37 s |
| 2. | Tadej Pogačar              | Slowenien              | UAE Team Emirates XRG      | + 4 s            |
| 3. | Jonas Vingegaard           | Dänemark               | Team Visma \| Lease a Bike | + 6 s            |
| 4. | Kévin Vauquelin            | Frankreich             | Arkéa-B&B Hotels           | + 10 s           |
| 5. | Matteo Jorgenson           | Vereinigte Staaten     | Team Visma \| Lease a Bike | + 10 s           |
| 6. | Enric Mas                  | Spanien                | Movistar Team              | + 10 s           |
| 7. | Joseph Blackmore           | Vereinigtes Königreich | Israel-Premier Tech        | + 41 s           |
| 8. | Tobias Halland Johannessen | Norwegen               | Uno-X Mobility             | + 41 s           |
| 9. | Ben O’Connor               | Australien             | Team Jayco AlUla           | + 41 s           |
| 10. | Emanuel Buchmann           | Deutschland            | Cofidis                    | + 49 s           |

| Punktewertung | Punktewertung        | Punktewertung | Punktewertung         | Punktewertung |
| Fahrer        | Fahrer               | Land          | Team                  | Punkte        |
| ------------- | -------------------- | ------------- | --------------------- | ------------- |
| 1.            | Jonathan Milan       | Italien       | Lidl-Trek             | 81 P.         |
| 2.            | Biniam Girmay        | Eritrea       | Intermarché-Wanty     | 77 P.         |
| 3.            | Tim Merlier          | Belgien       | Soudal Quick-Step     | 63 P.         |
| 4.            | Mathieu van der Poel | Niederlande   | Alpecin-Deceuninck    | 50 P.         |
| 5.            | Anthony Turgis       | Frankreich    | Team TotalEnergies    | 49 P.         |
| 6.            | Søren Wærenskjold    | Norwegen      | Uno-X Mobility        | 46 P.         |
| 7.            | Paul Penhoët         | Frankreich    | Groupama-FDJ          | 43 P.         |
| 8.            | Tadej Pogačar        | Slowenien     | UAE Team Emirates XRG | 30 P.         |
| 9.            | Kaden Groves         | Australien    | Alpecin-Deceuninck    | 27 P.         |
| 10.           | Jewgeni Fjodorow     | Kasachstan    | XDS Astana Team       | 20 P.         |

| Bergwertung | Bergwertung        | Bergwertung | Bergwertung                | Bergwertung |
| Fahrer      | Fahrer             | Land        | Team                       | Punkte      |
| ----------- | ------------------ | ----------- | -------------------------- | ----------- |
| 1.          | Tim Wellens        | Belgien     | UAE Team Emirates XRG      | 3 P.        |
| 2.          | Tadej Pogačar      | Slowenien   | UAE Team Emirates XRG      | 3 P.        |
| 3.          | Benjamin Thomas    | Frankreich  | Cofidis                    | 2 P.        |
| 4.          | Jonas Vingegaard   | Dänemark    | Team Visma \| Lease a Bike | 2 P.        |
| 5.          | Kévin Vauquelin    | Frankreich  | Arkéa-B&B Hotels           | 1 P.        |
| 6.          | Andreas Leknessund | Norwegen    | Uno-X Mobility             | 1 P.        |

| Nachwuchswertung | Nachwuchswertung  | Nachwuchswertung       | Nachwuchswertung        | Nachwuchswertung |
| Fahrer           | Fahrer            | Land                   | Team                    | Zeit             |
| ---------------- | ----------------- | ---------------------- | ----------------------- | ---------------- |
| 1.               | Kévin Vauquelin   | Frankreich             | Arkéa-B&B Hotels        | 12 h 55 min 47 s |
| 2.               | Joseph Blackmore  | Vereinigtes Königreich | Israel-Premier Tech     | + 31 s           |
| 3.               | Oscar Onley       | Vereinigtes Königreich | Team Picnic-PostNL      | + 39 s           |
| 4.               | Jenno Berckmoes   | Belgien                | Lotto                   | + 39 s           |
| 5.               | Mattias Skjelmose | Dänemark               | Lidl-Trek               | + 39 s           |
| 6.               | Remco Evenepoel   | Belgien                | Soudal Quick-Step       | + 39 s           |
| 7.               | Florian Lipowitz  | Deutschland            | Red Bull-Bora-Hansgrohe | + 39 s           |
| 8.               | Carlos Rodríguez  | Spanien                | Ineos Grenadiers        | + 1 min 10 s     |
| 9.               | Samuel Watson     | Vereinigtes Königreich | Ineos Grenadiers        | + 1 min 29 s     |
| 10.              | Ben Healy         | Irland                 | EF Education-EasyPost   | + 2 min 08 s     |

| Mannschaftswertung | Mannschaftswertung              | Mannschaftswertung           | Mannschaftswertung |
| Team               | Team                            | Land                         | Zeit               |
| ------------------ | ------------------------------- | ---------------------------- | ------------------ |
| 1.                 | Groupama-FDJ                    | Frankreich                   | 38 h 47 min 21 s   |
| 2.                 | Team Visma \| Lease a Bike      | Niederlande                  | + 31 s             |
| 3.                 | Alpecin-Deceuninck              | Belgien                      | + 2 min 00 s       |
| 4.                 | UAE Team Emirates XRG           | Vereinigte Arabische Emirate | + 2 min 08 s       |
| 5.                 | Arkéa-B&B Hotels                | Frankreich                   | + 2 min 20 s       |
| 6.                 | Team TotalEnergies              | Frankreich                   | + 2 min 20 s       |
| 7.                 | Cofidis                         | Frankreich                   | + 2 min 20 s       |
| 8.                 | Decathlon AG2R La Mondiale Team | Frankreich                   | + 2 min 28 s       |
| 9.                 | Team Jayco AlUla                | Australien                   | + 2 min 51 s       |
| 10.                | EF Education-EasyPost           | Vereinigte Staaten           | + 2 min 58 s       |

## Ausgeschiedene Fahrer
- Jasper Philipsen (Alpecin-Deceuninck): wegen eines Schlüsselbeinbruchs, den er sich bei einem Sturz zuzog, während der Etappe aufgegeben[4]